# Кристофф, Ларри
Ло́ренс Дин Кри́стофф (англ. Lawrence Dean Kristoff; 11 ноября 1942, Карбондейл, Иллинойс, США), более известный как Ла́рри Кристофф (Larry Kristoff) — американский борец вольного и греко-римского стилей, и тренер. По вольной борьбе: многократный призёр чемпионатов мира, чемпион Панамериканских игр.

## Спортивная карьера

### Вольная борьба
- Серебряный призёр чемпионатов мира (1966, 1969, 1970), бронзовый призёр чемпионатов мира (1965, 1967).

При этом на двух подряд чемпионатах мира в 1965 и 1966 годах Кристофф оставался непобеждённым, но ни разу не выиграл золотую медаль. Каждый раз ему приходилось довольствоваться местами позади Александра Иваницкого, Лютви Ахмедова, потому что у него было больше штрафных очков или отрицательных критериев, чем у них.
- Чемпион Панамериканских игр (1967).
- Участник Олимпийских игр 1964 года в Токио (б/м) и Олимпийских игр 1968 года в Мехико (5-е место).
- Чемпион США (1969, 1970, 1971).
- Шестикратный победитель национальных чемпионатов Любительского атлетического союза (AAU)[англ.] — AAU Nationals.
- Серебряный призёр студенческого NCAA чемпионата США (1963)[5].
- Победитель NCAA чемпионата США во 2-м Дивизионе (1963, 1964)[6][7].

### Греко-римская борьба
- Трёхкратный победитель национальных чемпионатов AAU Nationals[8].
- Участник чемпионата мира (1965) — 7-е место.

## Тренерская карьера
Ещё в период спортивной карьеры в 1966—1967 годах работал помощником тренера по борьбе в Общественном колледже Карбондейла.
В 1969—1971 годах работал помощником тренера по борьбе в Университета Южного Иллинойса в Эдвардсвилле (SIUE). После окончания спортивной карьеры и получения спортивного образования был помощником главного тренера, а с 1979 года — главным тренером и профессором SIUE.
Неоднократно тренировал сборные США на международном уровне, в том числе был главным тренером на Кубках мира 1975 и 1976 годов. Несколько раз входил в тренерский штаб сборной США.
Завершил тренерскую карьеру в 1999 году.

## Семья
Оба его сына — Марк и Мартин «Кип» также были борцами, неоднократными победителями национальных чемпионатов США.

## Признание
В 1974 году Ларри Кристофф был назван тренером года в 1-м Дивизионе.
В 1985 году был назван NCAA тренером года во 2-м Дивизионе.
В 2007 году Кристофф был избран почётным членом Зала национальной славы борьбы США.